# Ur So Gay
Ur So Gay är sångerskan Katy Perrys första EP-album som gavs ut år 2007.
Låten "Ur So Gay" har även dedikerats till den tyska rockgruppen Tokio Hotel flera gånger efter att de vann över Katy på VMA år 2008.
På Singfest, Singapore (2010), ändrade hon även texten från "I can't believe I fell in love with someone who wears more makeup than me..." till "I can't believe I fell in love with Tokio Hotel. You're so gay and you don't even like boys." 

## Låtlista
1. "Ur So Gay" (3:39)
2. "Ur So Gay" (Remix) (5:54)
3. "Use Your Love" (The Outfield-cover) (3:03)
4. "Lost" (4:20)